# 酒精溫度計

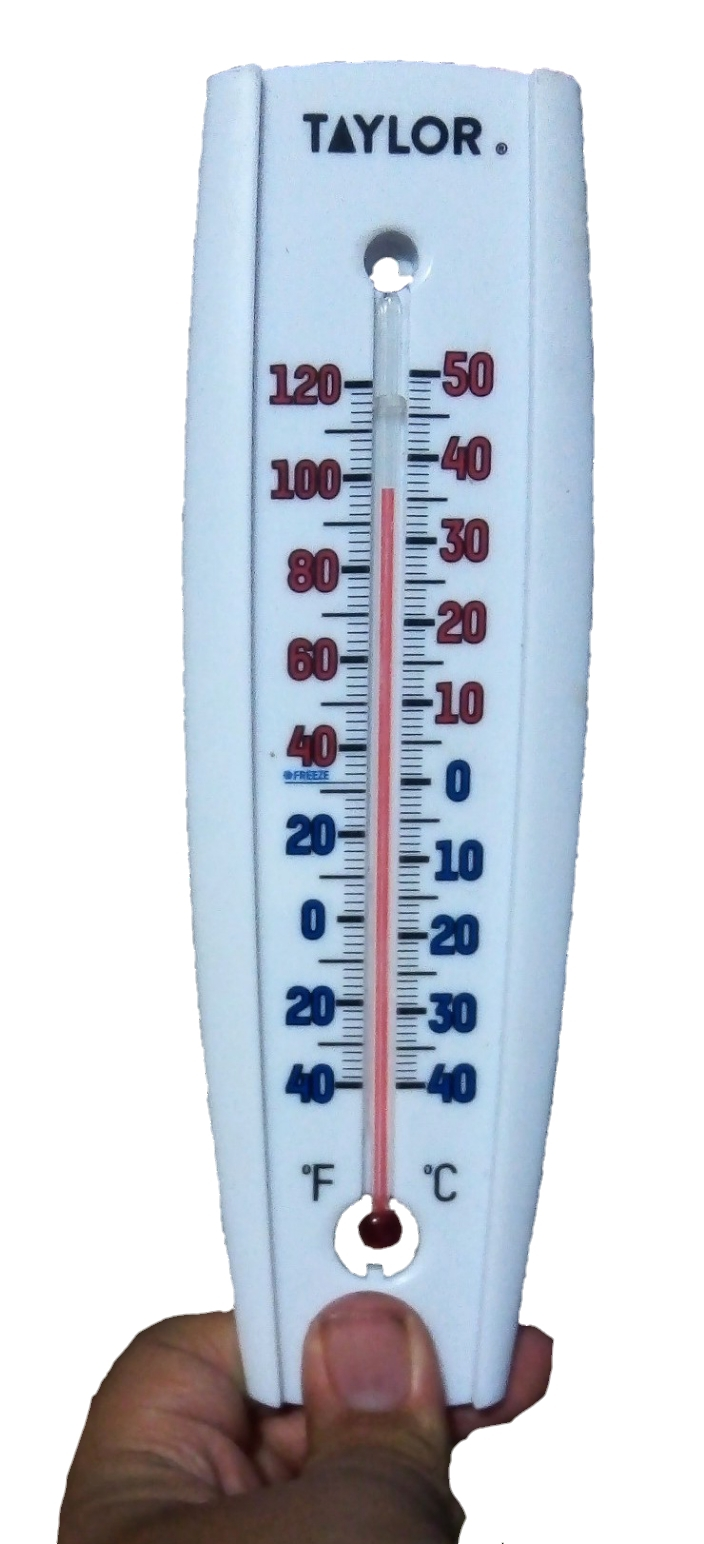

酒精溫度計（英語：Coloured alcohol thermometer）由玻璃製成包含酒精球及酒精柱的溫度計。酒精柱之酒精受熱膨脹。酒精柱升高的度數依受熱程度而定，可量度的溫度由-115℃至110℃。酒精溫度計相對水銀溫度計來說，對溫度變化的反應較慢。酒精溫度計通常用於量度人體體溫，天氣記錄和測量實驗室室溫使用，還有调酒專用的调酒温度计。一般酒精會染成紅色，但亦有其他顏色的酒精溫度計。